# Konstantin Wladimirowitsch Stepanow
Konstantin Wladimirowitsch Stepanow (russisch Константин Владимирович Степанов; * 26. September 1983 in Moskau) ist ein russischer Poolbillardspieler.
Er ist unter anderem 2007 Vize-Europameister im 14/1 endlos geworden und schaffte es sowohl 2006 als auch 2007 bis ins Achtelfinale der 9-Ball WM. Er war zudem stets Teil des russischen Doppels beim 2006 erstmals ausgetragenen World Cup of Pool. Bei der Poolbillard-Europameisterschaft 2010 gewann er schließlich seinen ersten EM-Titel im 8-Ball im Finale gegen den Schweden Marcus Chamat.
Er vertrat Europa 2007 als erster russischer Spieler überhaupt beim Mosconi Cup, den Europa 11:8 gegen Team USA gewann.
2013 gewann er mit den Italy Open und den North Cyprus Open zwei Euro-Tour-Turniere.
Sein Spitzname in der Billardszene ist Kosta. Er spielt mit einem Queue von Falcon.